# う
う、ウは、日本語の音節の1つであり、仮名の1つである。1拍を形成する。五十音図において第1行第3段（あ行う段）に位置する。また現代仮名遣いでは第10行第3段（わ行う段）を空欄としない場合、そこに再出する。

## 概要

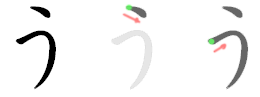
「う」の筆順

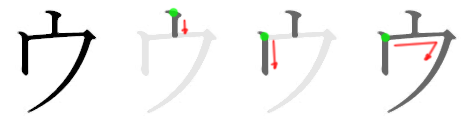
「ウ」の筆順

- 現代標準語の音韻: 五母音の1つ /u/。後舌の狭母音。すなわち、舌の後ろの方を高く盛り上げて響きを作り、口はあまり開かない。国際音声記号では円唇後舌狭母音[u] よりも唇の丸みが少なく、非円唇後舌狭母音[ɯ] ほど平たくはないので[u̜] または[ɯ̹] と記述される。また[s, t͡s, d͡ʑ] の後では中舌寄りになるので中舌化記号が付けられ [ü̜, ɯ̹̈] で表される。丸みを表さない[ɯ] がよく使われるが、便宜上 [u] が使われる場合も多い。どちらにしても表しているものは同じである。
- 西日本方言の「う」は [u̜, ɯ̹] よりは [u] に近い音で発音される。また、標準語でも唇音の前後や長音の「う」は、同様に[u̜, ɯ̹] よりは [u] に近い音で発音される
- 五十音順: 第3位。「い」の次、「え」の前。
- いろは順: 第24位。「む」の次、「ゐ」の前。
- 平仮名「う」の字形: 「宇」の草体
- 片仮名「ウ」の字形: 「宇」の冠
- ローマ字: u
- 大文字:U
- 点字:

- 通話表: 「上野のウ」
- モールス信号: ・・－
- 手旗信号：6→2

- 発音： う[ヘルプ/ファイル]

## う に関わる諸事項
- お段の後に「う」が置かれた場合には、「う」と発音するのではなく、母音 [o] が長音化する。
  - 例：「構想」=こうそう→[koː.soː]=コーソー
  - 例外として、ワ行五段動詞「追う」[o.u] , 「酔う」[jo.u] などでは [o.u] と発音し、「う」の円唇性も強い。
  - また、「子牛（こ‐うし）」のような複合語の場合も、長音化せずに[ko.u.ɕi] とはっきり発音される。
- 「トゥ」「ドゥ」のように、ウを小さく書いた場合は、拗音と同じように直前の文字と合わせて1つの音を構成する。すなわち、前の文字と合わせて1モーラを形成する。基本的に前の文字の母音をなくして子音だけにして、それに[u] を合わせた音を表す。
  - ただし、語彙によっては長音化して2モーラで発音することがある。また「ゥ」が小さく書いてあっても「ゥ」単独で1モーラを構成することもある[要検証 – ノート]。
例：「トゥドゥ・リスト」（→トゥードゥーリスト）
「トゥ・シューズ」（→トウシューズ）
  - 俗にう段の仮名の後に使われることがあり、この場合は大書きしたのと同様長音となり、単独で1モーラを構成する。
例：「ブゥブゥ」（→ブーブー）
- 「う」の後にあ行の文字を小さく書いた場合は「う」が[w] の音となり、小さく書いた文字の母音と合わせて1モーラが構成される。
  - ただし「ウァ」は、ラテン語に由来する少数の固有名詞や感動詞、擬声語に用いられる程度である。また語彙によって、または発音する人によって、あ行の文字が小さく書いてあっても大書きしたのと同様の発音になることがある。
例：「ウィーン」（→ウイーン）
「ウェスト」（→ウエスト）
- 歴史的仮名遣いにおける語中・語尾の「ふ」（ウと発音するもの）は、現代仮名遣いでは「う」と書くことになっている。
  - 例 : 「思ふ」→「思う」
- 卯、鵜も参照。
- 漢字の部首である「宀」（うかんむり）は、片仮名の「ウ」の字形にちなんで名付けられた[1]。元になった漢字「宇」の部首も「宀」である。
- 竽（う）は中国及び日本の古楽器。
- う (漫画)はラズウェル細木による日本のグルメ漫画。タイトルの「う」とは鰻のことを意味する。